# 香川町 (室蘭市)
香川町（かがわちょう）は北海道室蘭市の町。住居表示未実施。郵便番号は050-0052。かつて同名の字が存在した。

## 地理
室蘭市の北端に位置し、北に登別市川上町、東に登別市上鷲別町、南東に神代町、南に幌萌町、南西に崎守町，石川町、西に伊達市南黄金町，伊達市北黄金町、北西に伊達市南稀府町と接する。

### 河川
- 二級河川 チマイベツ川
- 二級河川 ペトトル川
- 二級河川 鷲別川

## 地域の特徴
室蘭市の都市計画マスタープランでは蘭北地域に属する。
鷲別岳の南麓にある酪農・畑作地帯。東の登別市との境界を鷲別川が南流、西の伊達市との間をチマイベツ川が南西流、町域の中央をペトトル川が南西流する。町域の南端付近を道央自動車道が横断する。

北部に室蘭岳水神社，室蘭市だんパラスキー場、南部に北海道電力ネットワーク 西室蘭開閉所，八幡神社がある。なおだんパラスキー場は2027年3月に廃止されることになっている。

## 歴史
1949年（昭和24年）、火事により焼失した白鳥ヒュッテが新日鉄山岳部により再建、1968年（昭和43年）室蘭市に寄贈される。2021年（令和3年）室蘭市から白鳥ヒュッテ友の会・藤川建設に譲渡。1975年（昭和50年）北海道電力開閉所設置。

### 地名の由来
入植者に香川県出身者が多かったことによる。

### 沿革
- 1929年（昭和4年）10月16日 - 字名改正により千舞鼈村（大字）の一部が香川町（字）となり、千舞鼈村（大字）を廃止[7][8]。
- 1967年（昭和42年）7月1日 - 香川町新設[注 1]。

### 町名の変遷
| 実施内容 | 実施年月日                | 実施後       | 実施前                                                      |
| -------- | ------------------------- | ------------ | ----------------------------------------------------------- |
| 字名改正 | 1929年（昭和4年）10月16日 | 香川町（字） | 千舞鼈村（大字）の小字、 ペトトル，ポンペトトル，キモンタイ |
| 町名新設 | 1967年（昭和42年）7月1日  | 香川町       | 香川町（字）                                                |

## 世帯数と人口
2023年（令和5年）12月31日現在（室蘭市発表）の世帯数と人口は以下の通りである。
| 町     | 世帯数 | 人口 |
| ------ | ------ | ---- |
| 香川町 | 19世帯 | 34人 |

### 人口の変遷
国勢調査による人口の推移。
| 1995年（平成7年）  | 68人 | [ 10 ] |  |
| 2000年（平成12年） | 59人 | [ 11 ] |  |
| 2005年（平成17年） | 52人 | [ 12 ] |  |
| 2010年（平成22年） | 51人 | [ 13 ] |  |
| 2015年（平成27年） | 40人 | [ 14 ] |  |
| 2020年（令和2年）  | 37人 | [ 15 ] |  |

### 世帯数の変遷
国勢調査による世帯数の推移。
| 1995年（平成7年）  | 22世帯 | [ 10 ] |  |
| 2000年（平成12年） | 25世帯 | [ 11 ] |  |
| 2005年（平成17年） | 22世帯 | [ 12 ] |  |
| 2010年（平成22年） | 22世帯 | [ 13 ] |  |
| 2015年（平成27年） | 19世帯 | [ 14 ] |  |
| 2020年（令和2年）  | 15世帯 | [ 15 ] |  |

## 学区
市立小・中学校に通う場合、学区は以下の通りとなる。
| 町     | 地番 | 小学校               | 中学校             |
| ------ | ---- | -------------------- | ------------------ |
| 香川町 | 全域 | 室蘭市立喜門岱小学校 | 室蘭市立港北中学校 |

## 交通

### 道路
- 道央自動車道
  - 町域に出入口はない。

## 施設

### 娯楽施設
- 室蘭市だんパラスキー場

### 寺社
- 八幡神社
- 室蘭岳水神社

### 公園
- 室蘭岳山麓総合公園（だんパラ公園）

### その他
- 北海道電力ネットワーク 西室蘭開閉所